# Liste des intendants de la généralité de La Rochelle
La généralité de La Rochelle est la circonscription des intendants d'Aunis et Saintonge, leur siège est La Rochelle.
Les intendants de police, justice et finances sont créés en 1635 par un édit de Louis XIII, à la demande de Richelieu pour mieux contrôler l'administration locale.

## Liste des intendants de la généralité de La Rochelle
| Date                | Nom |
| ------------------- | --- |
| 1623                | Denis Amelot de Chaillou (-1655) seigneur de Chaillou, Beaulieu et autres lieux il a été intendant à Limoges en 1616, puis, en 1623, intendant de Saintonge, Aunis, Poitou et La Rochelle, ville et gouvernement de La Rochelle, Brouage et îles d’entre Loire et Garonne, conseiller d'État en 1651                                                              |
| 1628                | Gaspard Coignet de La Thuilerie (1597-1653) sieur de La Thuilerie, baron puis comte de Courson intendant de Poitou, Saintonge et pays d’Aunis il est ensuite nommé ambassadeur à Venise (1632-1637)puis après de différents princes d'Italie (1637-1640), ambassadeur à La Haye (1640-1648) avec une ambassade extraordinaire au Danemark et en Suède (1644-1646) |
| 27 mars 1635-1644   | François de Villemontée intendant de Poitou, Angoumois, Saintonge, Aunis, ville et gouvernement de La Rochelle, Brouage et îles d’entre Loire et Garonne Il a été évêque de Saint-Malo (1658-1670) |
| 1644                | Nicolas de Corberon seigneur de Torvilliers il a été avocat général au parlement de Metz, intendant des provinces de Limousin, Saintonge, la Marche, Angoumois et pays d’Aunis |
| 1er avril 1644-1650 | René de Voyer de Paulmy d'Argenson intendant des provinces de Poitou. Saintonge et Angoumois, pays d’Aunis et îles adjacentes, y compris les élections de Saintes et de Cognac, quoique de la généralité de Bordeaux Il est ensuite ambassadeur de France à Venise où il meurt                                                                                    |
| 1646                | René de Voyer de Paulmy d'Argenson II l est le fils du précédent. Il eut commission d’intendant subdélégué de son père, dans les élections de Saintes et de Cognac le 1er novembre 1644, et fut fait intendant des mêmes élections, en l’absence de son père, par commission du 4 avril 1646                                                                      |
| 1661                | Charles Colbert du Terron il devient intendant général des armées navales du Ponant à Rochefort en 1666 |
| 1674                | Honoré-Lucas de Demuin (-1684) seigneur de Demuin et de Courcelles intendant général des armées navales du Ponant à Rochefort |
| 1682                | Pierre Arnoul (1651-1719) seigneur de Vaucresson et de La Tour intendant de la Marine en Provence, intendant de la Marine à Rochefort en 1683 qu'il quitte en 1688. Il est ensuite intendant des galères à Marseille en 1700 |
| 1694                | Michel Bégon (1638-1710)seigneur de la Picardière et de Mirbelin commissaire général de la marine à Brest en 1680, du Havre en 1681, intendant des îles du Vent (1682–1684), intendant des galères à Marseille (1685-1688).Il est intendant de la marine au port de Rochefort depuis 1688                                                                         |
| 1710                | François de Beauharnais de La Boëche (1655-1746) baron de Beauville, seigneur de La Chaussaie et de Beaumont intendant de la Marine à Rochefort |
| 1716                | Jean-François de Creil (1684-1762) marquis de Creil, Bournezeau, baron de Brillac et autres lieux Il est ensuite intendant de Metz, frontières de Champagne, du Luxembourg et de la Sarre (1720-1754) |
| 1720                | Jean-Jacques Amelot de Chaillou marquis de Combronde, baron de Châtillon-sur-Indre, seigneur de Chaillou intendant des finances en 1726, ministre d’État aux Affaires étrangères de 1737 à 1744 et surintendant des Postes en 1737. Il est membre de l'Académie française en 1727                                                                                 |
| 1726                | Jérôme Bignon de Blanzy (1688-1743) membre de Académie royale des inscriptions et médailles en 1742 Maître et garde de la bibliothèque du roi en survivance de l'abbé Bignon, son oncle, en 1722, puis en titre en 1741. Il est maître des Requêtes en 1719, il est ensuite intendant de la généralité de Soissons (1737-1741), conseiller d'État en 1743         |
| 1737                | Charles-Amable-Honoré Barentin seigneur d’Hardivilliers, les Belles-Ruries et autres lieux intendant de la généralité d'Orléans en 1747 |
| 1747                | Gabriel-Jean de Pleure (-1749) seigneur de Romilly, et de la Ferté-Vineuil |
| 1749                | Louis-Guillaume de Blair de Boisemont (-1749) seigneur de Boisemont, Courtemanche et autres lieux intendant de la généralité de Valenciennes en 1757 |
| 1755                | Jean Baillon seigneur de Servon, Courtys, Boiton et autres lieux intendant de la généralité de Lyon en 1762 |
| 1762                | Gaspard-Louis Rouillé d'Orfeuil (1732-1791) intendant de la généralité de Châlons-en-Champagne en 1764 |
| 1764                | Louis Le Peletier de Morfontaine (1730-1799) marquis de Montmélian intendant de la généralité de Soissons (1765-1784), prévôt des marchands de Paris (1784-1789) |
| 1765                | Guillaume-Joseph Dupleix de Bacquencourt seigneur de Bucy, Bacquencourt et autres lieux intendant de la généralité d'Amiens (1767-1771) |
| 1766                | Gabriel Sénac de Meilhan intendant de la généralité d'Aix (1773-1775) |
| 1773                | Jean-Baptiste Antoine Auget de Montyon (1733-1820) baron de Montyon intendant d'Auvergne (1767-1773), intendant de la généralité d'Aix (1771-1773), conseiller d'État en 1775 |
| 1775                | Marie-Pierre-Charles Meulan d’Ablois (1739-1814) |
| 1781                | Jean-Jacques-Philippe-Isaac Gueau de Gravelle de Reverseaux (1739-1794) marquis de Reverseaux, comte de Miermaigne, seigneur châtelain de Theuville, Allonne, Beaumont, Argenvilliers et autres lieux il a été intendant de la généralité de Moulins (1777-1781)                                                                                                  |